# Grå valnød
Grå valnød (Juglans cinerea) er en art af valnød-slægten, der har naturligt hjemme i det østlige USA og det sydøstlige Canada.

## Udbredelse
Den grå valnød er udbredt i et område, der fra New Brunswick i øst går over det sydlige Quebec til Minnesota i vest. Længere mod syd når den det nordlige Alabama og mod sydvest Arkansas. Træet findes også i områder, der ligger omkring 600 meter over havets overflade, i nærheden af Columbia River på Nordamerikas vestkyst, hvor det ikke har naturligt hjemsted.

## Beskrivelse
Grå valnød er et løvfældende træ med en op til 20 meter høj (i særtilfælde 40 meter), der har en ret langsom vækst og sjældent bliver over 75 år. Dens stamme bliver 40-80 centimeter i diameter og har lysegrå, stærkt furet bark.
Bladene er ret store (40-70 centimeter) og uligefinnede sammensat af 11-19 småblade (5-10 centimeter lange, 3-5 centimeter brede), som er blanke, modsatte og ovale med tydelig spids og fint takket rand. Høstfarven er gul.
Blomstringen finder sted mellem april og juni, afhængig af stedet, og i samme periode sætter træet nye blade. Blomsterne findes dels som uanselige gulgrønne hanrakler, dels som korte, lyserøde, endestillede hunblomster. De to typer blomster udvikler sig ikke nødvendigvis samtidig på det enkelte træ.
Frugterne er 6-8 centimeter aflange og tilspidsede stenfrugter, hvor stenene er nødder. Frugterne er klæbrige med en kraftig lugt. De er modne i september.

## Voksested
Den grå valnød vokser bedst på bredden af vandløb og i veldrænet jord. Den findes i op til 1.500 meters højde.
Adirondack Park ligger i delstaten New York, USA, Parken blev grundlagt i 1892 på et område med store skove, mens der var bekymring for de store byers forsyning med tømmer og vand. Parken er større end Yellowstone, Everglades, Glacier og Grand Canyon nationalparkerne – tilsammmen. Parken er udset til at ”forblive vildtvoksende”. Arten her foretrækker en jordbund, som er neutral eller kalkholdig, og den tåler ikke skygge. Derfor findes den oftest langs skovbryn og i lysninger sammen med blandt andet de nedenstående arter:
almindelig buskpotentil, almindelig hindbær, almindelig thuja, amarikansk sumpiris, amerikansk asp, amerikansk bøg, amerikansk humlebøg, amerikansk knapbusk, amerikansk lind, amerikansk nældetræ, balsampoppel, balsamædelgran, banksfyr, bitter hickory, blyantene, bredbladet kalmia, bregnepors, brunfrugtet surbær, canadisk hyld, canadisk hønsebær, canadisk lilje, carolinarose, Castanea dentata (en art af kastanje), farveeg, feberbusk, filtet spiræa, finsk rose, Gaylussacia baccata (en art af bukkelbær), glansbladet hæg, glat duehoved, grønlandsk post, hvid rosmarinlyng, hvid snebær,
hvidask, hvideg, hvidelm, hvidgran, kardinallobelie, ’’Lonicera canadensis’’ (en art af gedeblad), læderløv, mosepors, nedliggende bjergte, næbhassel, Oxalis montana (en art af surkløver), papirbirk, pekan, pilekornel, Rubus allegheniensis (en art af brombær), rød druemunke, rød hjortetrøst, rød løn, rødeg, rødelm, Salix nigra (en art af pil), Sambucus racemosa ssp. Pubens (en underart af druehyld), smalbladet kalmia, sortfrugtet surbær, sortgran, Spiraea latifolia (en art af spiræa), spydverbena, storfrugtet blåbær, sukkerbirk, sumprose, sølvløn, tandet kvalkved, trebladet gyldentråd, virginsk vinterbær, weymouth-fyr, østamerikansk henlock og østamerikansk lærk
I andre områder ses den ofte sammen med andre planter som sukkerløn, amerikansk lind, almindelig tulipantræ, hvideg, rødeg, bøg og platan.

## Anvendelse
Træet bruges til tømmer. Det er forholdsvis let i vægt og tager godt mod polering, men er blødere end træ fra sort valnød. Det bruges ofte til møbler, og mange træskærere er glade for at bruge træ fra den grå valnød.[kilde mangler]
Barken og nøddeskallerne blev tidligere ofte brugt til farvning af tekstiler, hvor det kunne give farver mellem lysegul og mørkebrun. For at få mørkere farver måtte afkoget koncentreres via kogning. Metoden er ikke brugt kommercielt, men udelukkende i private husholdninger.[kilde mangler]
Endelig anvendes det i naturmedicin, idet det har afførende virkning.
| Portal | Portal:Botanik |